# Vakfıkebir
Vakfıkebir – miasto w Turcji w prowincji Trabzon.
Według danych na rok 2000 miasto zamieszkiwało 33394 osób.